# Hexachlorodisilane
L'hexachlorodisilane est un composé chimique de formule Si2Cl6. Il se présente comme un liquide incolore et transparent qui fume au contact de l'air et est sensible à l'hydrolyse. Comme tous les perchlorosilanes SinCl2n+2 avec n compris entre 2 et 6, il peut être obtenu en faisant réagir du siliciure de calcium CaSi2 avec du chlore Cl2 entre 230 et 250 °C, :
CaSi2 + 4 Cl2 ⟶ Si2Cl6 + CaCl2.
Il est également possible de le produire en faisant réagir du dichlorure de silicium SiCl2 ou du silicium avec du chlore Cl2 :
2 SiCl2 + Cl2 ⟶ Si2Cl6 ;
2 Si + 3 Cl2 ⟶ Si2Cl6.
Il est stable dans l'air et l'azote jusqu'à des températures d'au moins 400 °C pendant plusieurs heures, mais se décompose même à température ambiante en dodécachloronéopentasilane Si(SiCl3)4 et en tétrachlorure de silicium SiCl4 lorsqu'il est mis en présence de bases de Lewis :
4 Si2Cl6 ⟶ 3 SiCl4 + Si(SiCl3)4.
Cette conversion est utilisée pour la réalisation de certains composants en silicium dans l'industrie des semiconducteurs, notamment des cellules photovoltaïques.